# A.T.O.M.
A.T.O.M. (afkorting voor Alpha Teens on Machines) is een Franse animatieserie uit 2005, gebaseerd op de Action Man-actiefiguren van Hasbro. Het vertelt de avonturen van vijf tieners (de gelijknamige Alpha Teens), gelegen in het fictieve Landmark City. De Alpha Teens, die bestaan uit Axel Manning (de hoofdpersoon), Catalina Leone, Crey Kingston, Zack Hawkes, en Ollie Sharker, testen prototype voertuigen en wapens voor Lee Industries, en gebruiken deze prototypes om criminelen te bestrijden, met name de sadistische Alexander Paine.
De serie is in Nederland uitgezonden door Jetix.

## Verhaal
Janus Lee, hoofd van Lee Industries, heeft een televisiewedstrijd als een front aan een groep talentvolle jongeren te werven. Met behulp van prototype wapens, gadgets en voertuigen, bundelen de Alpha Teens, Axel, King, Hawk, Shark en Lioness hun krachten om de strijd tegen het criminele meesterbrein, Alexander Paine. Echter, na Paines nederlaag is het gebleken dat het ware doel van Lee was om het DNA van de Teens te gebruiken om klonen gevoed met dierlijke genen te creëren. De Alpha Teens moeten opnieuw samenwerken om Lee en zijn leger van mutanten tegen te houden.

## Rolverdeling
- James Arnold Taylor - Axel Manning, Sebastian Manning, Tilian
- Brian Donovan - Ollie "Shark" Sharker, Rayza
- Aldis Hodge - Crey "King" Kingston, Wrecka
- Alli Mauzey - Catalina "Lioness" Leone, Firekat
- Charlie Schlatter - Zack "Hawk" Hawkes, Stingfly
- Clancy Brown - Alexander Paine
- Tom Kenny - Janus Lee, Roger AKA "Spydah"
- Bill Fagerbakke - Albert AKA "Flesh"
- Kari Wahlgren - Samantha Paine AKA "Magness"
- Alexander Polinsky - Garrett